# Johann Darsow
Johann Darsow (* wohl in Lübeck; † 1434 ebenda) war ein Ratsherr der Hansestadt Lübeck. Der Name seiner Familie ist untrennbar verknüpft mit der von ihm mit weiteren Familienmitgliedern um 1420 gestifteten Darsow-Madonna in der Lübecker Marienkirche.

## Leben
Darsow entstammte einer ratsfähigen Lübecker Kaufmannsfamilie, die ursprünglich aus dem nahe gelegenen mecklenburgischen Ort Dassow zugewandert war. Seine Brüder Gerhard und Hermann waren ebenfalls Ratsherren in Lübeck. Darsow war Miteigentümer des Dorfes Stubben und der bei Lübeck gelegenen Güter Kronsforde, Krummesse und Grönau. Er war in erster Ehe verheiratet mit Elisabeth, einer Tochter des Bürgermeisters Jakob Pleskow, und in zweiter Ehe mit Walburg, Tochter des Bürgermeisters Johann Nyebur.

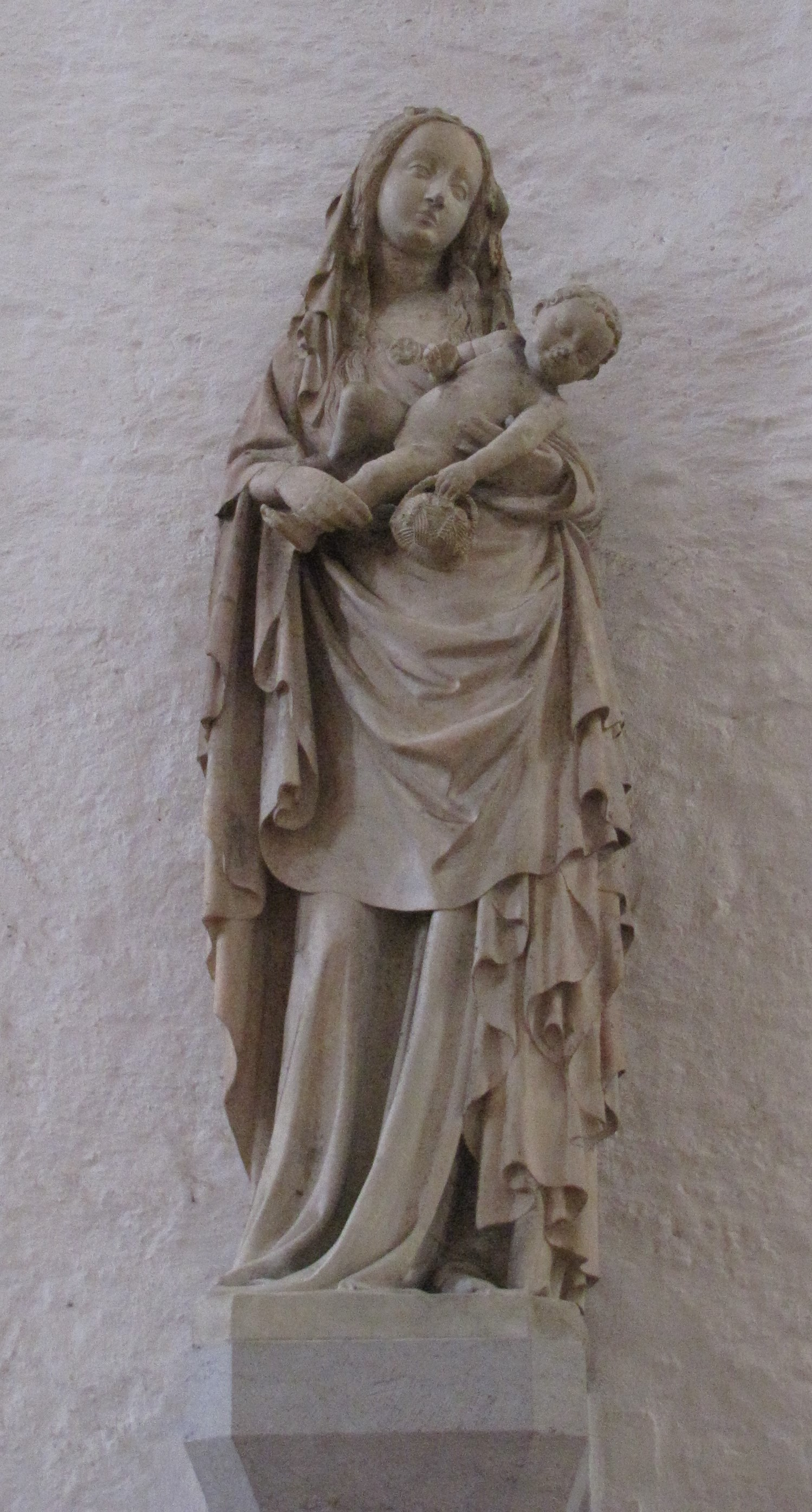
Darsow-Madonna, Aufnahme von 2009

Darsow stiftete im Jahr 1418 zunächst eine Vikarie für die heute nicht mehr existierende Kirche des Johannisklosters. Im Jahr 1419 stiftete er gemeinsam mit seinen Neffen Bernhard, Gerhard und Hermann den Darsow-Altar in der Marienkirche, von dem sich aus dem Mittelteil des Triptychons eine Schöne Madonna im Weichen Stil aus Baumberger Sandstein erhalten hat. Sie war zwar infolge des Luftangriffs am Palmsonntag 1942 beim Brand der Marienkirche in tausende Einzelstücke zersprungen, wurde jedoch durch Restauratoren wieder zusammengesetzt. Der ursprüngliche Künstler ist nicht bekannt und wird daher in der Kunstgeschichte unter dem Notnamen Meister der Darsow-Madonna geführt.
Er war Mitglied der Zirkelgesellschaft. In Testamenten Lübecker Bürger wird er mehrfach als Urkundszeuge aufgeführt.

## Belege
1. ↑  Gunnar Meyer: „Besitzende Bürger“ und „elende Sieche“: Lübecks Gesellschaft im Spiegel ihrer Testamente 1400–1449 (Veröffentlichungen zur Geschichte der Hansestadt Lübeck, hg. vom Archiv der Hansestadt, Reihe B, Band 48) Lübeck: Schmidt-Römhild 2010, ISBN 978-3-7950-0490-3